# Aux armes et cætera - Dub Style
Pour les articles homonymes, voir Aux armes et cætera.
 (janvier 2022).
- Si vous ne connaissez pas le sujet, laissez ce bandeau (vous pouvez alors contacter les auteurs).
- Si vous supprimez le contenu mis en cause (vous pouvez préalablement contacter les auteurs),

argumentez précisément cette suppression dans la page de discussion
(un manque de référence n'est pas un argument ; une recherche réelle de référence doit avoir été effectuée, être formellement documentée).
Albums de Serge Gainsbourg
I Love Serge
(2001) Mauvaises Nouvelles des étoiles - Dub Style
(2003)
Aux armes et cætera - Dub Style est un double album de Serge Gainsbourg revisité par le musicien français Bruno Blum. Il contient de nouveaux mixages des enregistrements originaux de 1979 produits par Philippe Lerichomme, ainsi que des versions dub et des variations interprétées par des chanteurs et DJ jamaïcains.
L'album d'origine avait été le plus grand succès discographique de Serge Gainsbourg, contenant les gros succès Lola rastaquouère, Vieille canaille et Aux armes et cætera, version reggae de La Marseillaise qui avait donné lieu à une vaste controverse publique. Cette nouvelle version de l'album Aux armes et cætera - Dub Style n'en a pas moins été largement saluée par la presse à sa sortie en 2003, notamment par Le Nouvel Observateur, qui lui a consacré trois pages. En 2010, le magazine spécialisé en musique Vibrations l'a compté parmi les 50 meilleurs albums de reggae jamais parus.
À noter dans la même veine, la publication par Mercury du livre disque 3 CD Gainsbourg and the Revolutionaries (juin 2015) qui contient l'intégrale des enregistrements reggae de Serge Gainsbourg revisités par Bruno Blum (Aux armes et cætera, Enregistrement public au théâtre Le Palace et Mauvaises nouvelles des étoiles) plus sept versions inédites. Également paru en juin 2015, le livre disque 3 CD Gainsbourg in Dub contient une cinquantaine de dubs inédits réalisés à partir des bandes originales de la trilogie reggae par Bruno Blum avec les ingénieurs du son Soljie Hamilton, Thierry Bertomeu et Bryan Pachaud.

## Description
Édité en 2003, ce double album fait partie de la série Gainsbourg Dub Style, fruit d'un travail de remixage important de toute la période reggae de l'artiste. Le projet, conçu et réalisé par le musicien et producteur parisien Bruno Blum avec la contribution de l'ingénieur du son jamaïcain Soljie Hamilton (du studio Channel One) décline en plus du nouveau mixage de l'album original, des titres remixés dub et des versions interprétées par des artistes jamaïcains sur les accompagnements (riddims en Jamaïque) de Gainsbourg. Retenons notamment les variations sur Vieille canaille (Spectacular et Culture T), Javanaise Remake (Men Will Deceive You, version anglaise de La Javanaise interprétée par Brady), Relax Baby Be Cool (Spydaman) ou la version anglaise de Lola Rastaquouère, interprétée par Bruno Blum lui-même.
Avec l'accord des descendants de Gainsbourg, cet album revisite Aux Armes et cætera dans l'esprit du dub jamaïcain des années 1970. Les créations nées à l'époque de la collaboration de Serge avec le duo rythmique Sly & Robbie et leurs Revolutionaries sont ici soumises à divers effets de son, avec une rigueur esthétique correspondant à ce qui aurait pu être fait à l'époque (pas d'effets numériques anachroniques). L'art sophistiqué du dub (remixage) est en effet né en Jamaïque, il a connu son âge d'or dans les années 1970, à l'époque de l'album d'origine - qui ne contenait pas véritablement de dub. Il était logique pour un connaisseur en reggae comme Bruno « Doc Reggae » Blum d'appliquer un traitement dub correspondant au style de l'époque à cet album déjà remarquable. Des extraits de pistes de voix inédites font aussi surface dans les dubs, dévoilant des bribes de paroles inédites, notamment dans Dub des stups et Dub rastaquouère où « Grands dieux, c'est moi qui n'y voyais plus rien » devient « Putain, c'est moi qui n'y voyais plus rien ».
Le disque « versions Serge » contient plusieurs titres inédits, dont une interprétation très différente de Daisy Temple et le titre Planteur punch, en hommage au cocktail réunionnais réalisé à partir d'une composition jamais utilisée par l'artiste (on n'y entend que le chœur du I Threes). Une nouvelle version de Marilou reggae (extrait de L'Homme à tête de chou) a aussi été réenregistrée en Jamaïque par Bruno Blum autour de la voix de Serge Gainsbourg avec de grands musiciens jamaïcains (Leroy "Horsemouth" Wallace à la batterie et Flabba Holt à la basse), et le titre Marilou Reggae Dub est présenté dans sa version originale longue, qui contient un couplet de plus et un passage instrumental à la fin. 
Édité en double CD, l'album a aussi été diffusé sous la forme de trois albums de vinyle 30 cm à tirage limité qui contiennent quelques dubs et versions DJ inédits. Un disque de vinyle 4 titres 25 cm contenant des mix exclusifs de la nouvelle version Marilou Reggae et un CD single de ce morceau ont également été publiés, et deux 45 tours promotionnels de Aux armes et cætera contenant des dubs inédits en faces B (le second contient la version interprétée par Big Youth en face A) ont été pressés en Jamaïque à l'intention des sound systems.
Rédigé par Gilles Verlant et Bruno Blum, le livret de l'album contient quantité d'informations, de documents et de photographies inédites, tout comme ceux des deux autres albums de la série Gainsbourg Dub Style : Mauvaises Nouvelles Des Étoiles - Dub Style et Gainsbourg... et cætera - Enregistrement public au Théâtre Le Palace, également revisités par Bruno Blum. 

## Titres
| 1.  | Javanaise Remake                    |  |
| 2.  | Aux Armes et cætera                 |  |
| 3.  | Les Locataires                      |  |
| 4.  | Des laids des laids                 |  |
| 5.  | Brigade des stups                   |  |
| 6.  | Vielle canaille                     |  |
| 7.  | Lola Rastaquouère                   |  |
| 8.  | Relax Baby Be Cool                  |  |
| 9.  | Daisy Temple                        |  |
| 10. | Eau et gaz à tous les étages        |  |
| 11. | Pas long feu                        |  |
| 12. | Marilou Reggae Dub (version longue) |  |
| 13. | Planteur Punch (inédit)             |  |
| 14. | Marilou Reggae (inédit)             |  |
| 15. | Daisy Temple (inédit)               |  |

| 1.  | Javanaise Dub                                                                         |                              |  |
| 2.  | Dub et cætera                                                                         |                              |  |
| 3.  | Dub locataires                                                                        |                              |  |
| 4.  | Des laids des dub                                                                     |                              |  |
| 5.  | Dub des stups                                                                         |                              |  |
| 6.  | Dub Rastaquouère                                                                      |                              |  |
| 7.  | Daisy dub                                                                             |                              |  |
| 8.  | Eau et dub à tous les étages                                                          |                              |  |
| 9.  | Pas long dub                                                                          |                              |  |
| 10. | Marilou dub                                                                           |                              |  |
| 11. | Men Will Deceive You (featuring Brady et LMJ)                                         | Javanaise Remake             |  |
| 12. | Aux Armes ! (featuring Big Youth)                                                     | Aux armes et cætera          |  |
| 13. | Sing It Like a Song to Me (featuring Spectacular)                                     | Les Locataires               |  |
| 14. | The Original Ugly Man (featuring King Stitt)                                          | Des laids des laids          |  |
| 15. | Smoke All Night, Smoke All Day (featuring Mr Murphy)                                  | Brigade des stups            |  |
| 16. | You Rascal You (featuring Spectacular et Culture T)                                   | Vieille canaille             |  |
| 17. | Lola Rastaquouère Is Back (featuring Lisa Dainjah)                                    | Lola Rastaquouère            |  |
| 18. | Be Cool (featuring Spydaman)                                                          | Relax Baby Be Cool           |  |
| 19. | Problems (featuring Rizzlamigo)                                                       | Daisy Temple                 |  |
| 20. | Settle the Vibes (featuring Lone Ranger)                                              | Eau et gaz à tous les étages |  |
| 21. | Sweetie Sweetie (featuring Telegram, Spectacular, Culture T, Spydaman et President B) | Pas long feu                 |  |
| 22. | Marilou a Dance Reggae (featuring Buffalo Bill)                                       | Marilou reggae dub           |  |
| 23. | Out of the Slum (featuring Doctor Kex)                                                | Planteur punch               |  |
| 24. | Lola Rastaquouère (version anglaise, featuring Bruno Blum)                            |                              |  |

## Musiciens
- Robbie Shakespeare : basse
- Sly Dunbar : batterie
- Michael « Mao » Chung : guitare, piano
- Radcliffe Bryan : guitare
- Robbie Lyn : piano
- Ansel Collins : orgue
- Marcia Griffiths : chœur
- Judy Mowatt : chœurs
- Rita Marley : chœurs

Sur Marilou reggae :
- Leroy « Horsemouth » Wallace : batterie
- Erroll « Flabba Holt » Carter : basse
- Uziah « Sticky » Thompson : percussion, bruitages
- Bruno Blum : guitare
- Barry Bailey : trombone
- Wayne « Niko » Hinds : orgue, piano
- Ellenore « Brady » Walters : chœurs
- June Cole : chœurs
- Sherrie Ann Bernard : chœurs

Voix :
- Lisa « Dainjah » D. Mitchell
- Manley « Big Youth » Buchanan
- Courtney « Spydaman » Allen
- Devon « Rizzlamigo » Black
- President B
- Bruno Blum
- David « Telegram » Grant
- Frederick « Doctor Kex » Henry
- Kenneth « Mr Murphy » Phillips
- Rupert « Buffalo Bill » Reeves
- Carl « Spectacular » Reid

-LMJ-
- Ellenore « Brady » Walters